# Ranunculus bungei
Ranunculus bungei är en ranunkelväxtart som beskrevs av Ernst Gottlieb von Steudel. Ranunculus bungei ingår i släktet ranunkler, och familjen ranunkelväxter. Utöver nominatformen finns också underarten R. b. micranthum.